# Macreupelmus pulchriceps
Macreupelmus pulchriceps är en stekelart som beskrevs av Cameron 1905. Macreupelmus pulchriceps ingår i släktet Macreupelmus och familjen hoppglanssteklar.
Artens utbredningsområde är Nicaragua. Inga underarter finns listade i Catalogue of Life.